# Battaglia di Pločnik
La battaglia di Pločnik fu combattuta tra il 1385 e il 1387 vicino il villaggio di Pločnik (nei pressi di Prokuplje nell'odierna Serbia sud-orientale), tra le forze del principe serbo Lazar Hrebeljanović e l'esercito ottomano invasore del sultano Murad I.

## Sfondo
L'esercito ottomano penetrò in Pomoravlje e nelle zone limitrofe, con uccisioni e saccheggi e si scontrò successivamente con i sudditi di Lazar a Dubravnica (1381), dove furono respinti con successo. Con una forza maggiore, il sultano ottomano Murad I attaccò la Serbia nel 1386, quando secondo alcune fonti Niš fu conquistata.
Murad I aveva condotto una campagna contro i Karamanidi e sconfitto il loro esercito vicino a Konya. I soldati serbi di alcuni signori serbi vassalli avevano accompagnato l'esercito ottomano. Alcuni dei soldati (inclusi alcuni soldati serbi) furono giustiziati a causa del saccheggio di proprietà civili, disobbedendo all'ordine del Sultano. Molti dei signori serbi vassalli iniziarono allora a sostenere Lazar contro gli ottomani. A quel tempo, un signore a Scutari scrisse una lettera al Sultano e promise di riconoscere la sovranità ottomana e di aiutare l'esercito ottomano se le truppe ottomane fossero state inviate per proteggerlo. Murad I ordinò quindi a un comandante akinci, Kula Şahin Bey, di preparare le sue truppe (secondo l'autore Namık Kemal, costui non era Lala Şahin Paşa, come si crede comunemente).

## Battaglia
L'esercito serbo uscì vittorioso, anche se i dettagli della battaglia vera e propria sono scarsi. Şahin Bey entrò in quel momento in Serbia con 20 000 akinci e apprese che i signori serbi avevano preparato un esercito per attaccare le sue truppe. Avanzò verso Pločnik vicino Prokuplje ma non riuscì a rilevare la posizione di quell'esercito, credendo che non ce ne fosse nessuno. A quel tempo, molti akinci (circa 18 000) persero la pazienza e iniziarono a saccheggiare le proprietà civili nei villaggi circostanti disobbedendo agli ordini. Şahin Bey rimase da solo con 2 000 soldati. D'altra parte, il campo di battaglia veniva osservato dalle forze di spedizione serbe.
All'improvviso apparve un esercito alleato con 15 000 soldati, molti dei quali erano cavalieri. L'esercito serbo utilizzò la carica di cavalieri pesanti con arcieri a cavallo sui fianchi. I serbi attaccarono prima il centro ottomano (2 000 soldati). Sebbene impreparato, subendo uno shock per i cavalieri pesanti serbi, il centro ottomano in inferiorità numerica resistette per qualche tempo ma in seguito iniziò a ritirarsi con Şahin Bey che riuscì a malapena a salvarsi.
In seguito l'esercito serbo si rivolse agli altri 18 000 akinci che erano impegnati a saccheggiare; gli akinci impreparati, indisciplinati e sorpresi non riuscirono a fare nulla senza il loro generale. Solo 5 000 di loro tornarono a casa vivi. Più del 60% dell'esercito ottomano fu abbattuto. Secondo la tradizione il cavaliere serbo ed eroe popolare Miloš Obilić partecipò a questa battaglia distinguendosi, e fu ferito da una freccia ottomana.
Secondo alcuni, come lo storico Vjekoslav Klaić, l'esercito di Lazar fu aiutato dalle truppe bosniache. Una versione della battaglia vuole che lsia stata vinta grazie alle truppe bosniache e all'inganno di un Castriota.

## Conseguenze
La vittoria diede prestigio ai serbi. Fu la prima grave sconfitta degli ottomani nei Balcani. L'esercito ottomano realizzò successivamente una campagna in Bosnia, combattendo le truppe bosniache guidate da Vlatko Vuković e Radič Sanković a Bileća (1388), che terminò con una decisiva vittoria bosniaca, poi in Kosovo, combattendo le truppe serbe nel campo del Kosovo (1389), che risultò inconcludente. Murad decise di fare un'altra potente offensiva, mirata al cuore dell'Impero serbo, da allora apparentemente rivitalizzato, con una campagna nel 1389 che culminò nella battaglia del Kosovo.

### Esplicative
1. ↑  Non vi è univocità sull'anno in cui avvenne la battaglia. Secondo Sima Ćirković, ebbe luogo nel 1385, per Jovanka Kalić e Marko Šuica nel 1386 e, infine, nel 1387 secondo Kemal Namık.

### Bibliografiche
1. ↑  (FR) Ekaterini Mitsiou, Mihailo Popovic e Johannes Preiser-Kapeller, Emperor Sigismund and the orthodox world, Verlag der österreichischen Akademie der Wissenschaften, 2010,  pp. 127, 128, 132, ISBN 978-3-7001-6685-6. URL consultato il 29 dicembre 2022.
2. 1 2  Kalić, 1984, p. 31.
3. ↑  Stojanović, 1927, p. 214.
4. 1 2 3 4 5 6 7 8 9 10  Namık, 1982
5. ↑  (SR) Dragoljub Mirčetić, Vojna istorija Niša, vol. 1-3, Prosveta, 1994,  p. 102, ISBN 978-87-7455-152-2. URL consultato il 29 dicembre 2022.
6. ↑  (HR) Vjekoslav Klaić, Povijest Hrvata od najstarijih vremena do svršetka XIX stoljeća, Nakladni zavod MH, 1981,  p. 288. URL consultato il 29 dicembre 2022.
7. ↑  Đerić, 1985, p. 25.